# Secvența de forțe (Star Trek: Seria originală)
Secvența de forțe (Patterns of Force) este un episod din sezonul al II-lea al Star Trek: Seria originală care a avut premiera la 16 februarie 1968.

## Prezentare
Membrii echipajului navei Enterprise vizitează planeta Ekos care este dominată de o cultura nazistă și care se află în război cu planeta vecină, Zeon.